# Клуб љубитеља Тимочких пруга
Kлуб љубитеља Тимочких пруга је јавно, добровољно, невладино, непрофитно и ванстраначко удружење грађана, основано 2004. године у Зајечару на неодређено време, у које се добровољно удружују лица заинтересована за очување традиција железнице у Тимочкој крајини, а ради остваривања циљева и задатака утврђених Статутом.
Kлуб је основан са циљем очувања и популарисања железничке традиције као и природних и културних вредности везаних за железницу, прикупљање и чување архивске грађе, старање и очување железничких објеката, дружење и сарадња са другим клубовима.
Чланови су од оснивања клуба учествовали у бројним акцијама, обележавањима јубилеја, гостовали у бројним ТВ емисијама, организовали бројне изложбе, снимању документарца о „Ћири Парћинцу”, гостовањима представника клуба на разним телевизијским и радио емисијама, све у циљу промовисања историје тимочких пруга.
Клуб је 2006. године добио станицу Вратарница на коришћење, од кад се улажу велики напори да се добровољним радом станици врати стари сјај не би ли је уврстили у туристичку понуду, као „Туристичко музејски комплекс жел. станица Вратарница”.
Kлуб тренутно има око 70 чланова са подручја Тимочке Kрајине, Србије и Швајцарске.